# 郭一平
郭一平（1965年11月19日—），又名郭亦平，中国河南省商水县人，学者、时评家，河南省作家协会会员，北京三赢图书工作室主编，2010中国互联网九大风云人物之一。他的时评文章主要關於房地产、反腐败、大学生就业和中国教育。

## 生平
郭一平1965年出生于中国河南省商水县。郭一平的处女作为《杜岗会师》，1993年8月由河南人民出版社出版，2003年之后，以编写青少年教育类图书为主，主持编辑图书（含纸质书与电子图书）500多本。
2007年底开始在网络上发表时评文章，2008年被《中华儿女》称为“网络江湖”人物。
2010年12月，与郎咸平、戴旭、时寒冰、于建嵘、张宏良、易宪容、曹建海、孙锡良一起被30万网民公推为“中国互联网九大风云人物”。与经济学家郎咸平被中国网民并称为“两平”。
2011年12月，腾迅网新闻频道发表《说公知论公知，谁是公知》的文章，引发了网络大讨论，有网民认为近年公知评选过滥，公知几乎成了贬义词。多数网民认可“九大风云人物”这次评选，认可包括郭一平在内的九大风云人物接近“公共知识分子”标准。

## 部分作品
含合作编辑与参与编写：
- 《疯狂的温州商人》（中国时事出版社）（编著）
- 《18岁后要懂的118个人生经验》（中国华侨出版社）（编著）
- 《听孩子想说的，说孩子爱听的》（北京工业大学出版社）（编著）
- 《杜岗会师》（河南人民出版社）（著）
- 《五书五经》（文白对照本 线装书局）（参与编写）
- 《史记》（文白对照本 北京燕山出版社）（参与编写）
- 《杜岗会师纪实》（与张同喜、毕喜文等合编 河南人民出版社）（合作编辑）
- 《伟大发明：集聚人类智慧结晶》（郭一平与葛忠雨合编 光明日报出版社）（主编）
- 《濒临灭绝：关注危难中的生灵》（郭一平与葛忠雨合编 光明日报出版社）（主编）
- 《神奇现象：领略玄妙自然现象》（郭一平与葛忠雨合编 光明日报出版社）（主编）
- 《探险之旅：挺进地球未知之隅》（郭一平与葛忠雨合编 光明日报出版社）（主编）
- 《生命奥秘：探秘人类生命奇观》（郭一平与葛忠雨合编 光明日报出版社）（主编）
- 《恐龙档案：探求远古霸主之谜》（郭一平与葛忠雨合编 光明日报出版社）（主编）
- 《天生杀手：揭示动物凶猛天性》（郭一平与葛忠雨合编 光明日报出版社）（主编）